# Przejście wspólnot kościelnych do Kościoła Prawosławnego Ukrainy
Przechodzenie wspólnot kościelnych do Kościoła Prawosławnego Ukrainy - proces przechodzenia parafii, wcześniej zrzeszonych w Ukraińskiej Cerkwi Prawosławnej Patriarchatu Moskiewskiego (UKP PM), z tej metropolii do Kościoła Prawosławnego Ukrainy (KPU). 
Proces ten zapoczątkował Sobór Zjednoczeniowy z 15 grudnia 2018 r., w wyniku którego powstał Kościół Prawosławny Ukrainy. W okresie od 15 grudnia 2018 r. do 7 listopada 2022 r. 1153 parafie (czyli ok. 9,5% z 12 092 parafii, które posiadał UKP PM w grudniu 2018 r.) ogłosiły przejście z UKP PM do KPU.
W 2022, po rosyjskiej inwazji na Ukrainę, około 700 kolejnych parafii podjęło decyzję o zmianie jurysdykcji i przejściu do Cerkwi Prawosławnej Ukrainy. Ogółem w ciągu czterech lat od soboru zjednoczeniowego do 2022 r. do Kościoła Prawosławnego Ukrainy dołączyło prawie 1500 lokalnych wspólnot.

## Liczba przejść parafii

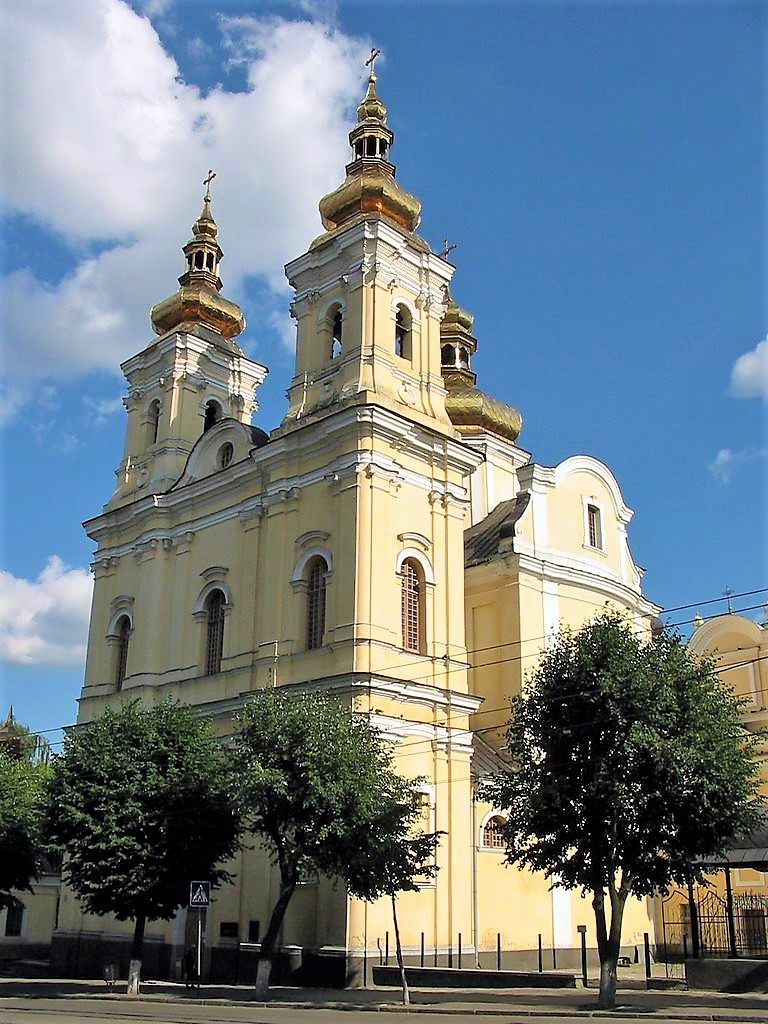
Sobór Przemienienia Pańskiego w Winnicy był jedną z pierwszych świątyń Ukraińskiego Kościoła Prawosławnego Patriarchatu Moskiewskiego, jakie przeszły w ręce Kościoła Prawosławnego Ukrainy - jeszcze w grudniu 2018 r.

Odchodzenie parafii z Ukraińskiego Kościoła Prawosławnego Patriarchatu Moskiewskiego następowało ze szczególnym natężeniem w dwóch okresach:
- Od początku wojny rosyjsko-ukraińskiej w 2014 r. do Soboru Zjednoczeniowego następowały przejścia z UKP PM do  Ukraińskiej Cerkwi Prawosławnej Patriarchatu Kijowskiego (UKP PK), jednej z Cerkwi, które następnie stworzyły Kościół Prawosławny Ukrainy;
- Od Soboru Zjednoczeniowego i powstania Kościoła Prawosławnego Ukrainy w grudniu 2018 r. następowały przejścia zarówno z UKP PM, jak i z UKP PK do KPU[5][6][7].

Przed Soborem Zjednoczeniowym 62 parafie przeszły z UKP PM do UKP PK. Zmianę jurysdykcji ogłosiły 23 placówki duszpasterskie w 2014 r.; 22 w 2015 r.; 5 w 2016, 10 w 2017 i dwie w r. 2018. W dniu 10 grudnia 2018 r. UKP PM opublikował swój roczny raport stwierdzający, że na koniec 2018 r. posiadał 12 092 parafie (2017: 12 069).
Między inwazją Rosji na Ukrainę w lutym 2022 r. a grudniem tego samego roku jurysdykcję UKP PM, na rzecz KPU, opuściło 110 parafii. 
Od 15 grudnia 2018 r. przejście parafii UKP PM do KPU w ujęciu liczbowym według miesięcy przebiegało następująco:
| №  | Miesiąc          | Liczba parafii które opuściły UKP PM | Liczba parafii które opuściły UKP PM |
| №  | Miesiąc          | W miesiącu                           | Łącznie                              |
| -- | ---------------- | ------------------------------------ | ------------------------------------ |
| 1  | Grudzień 2018    | 35                                   | 35                                   |
| 2  | Styczeń 2019     | 152                                  | 187                                  |
| 3  | Luty 2019        | 234                                  | 421                                  |
| 4  | Marzec 2019      | 93                                   | 514                                  |
| 5  | Kwiecień 2019    | 14                                   | 528                                  |
| 6  | Maj 2019         | 1                                    | 529                                  |
| 7  | Czerwiec 2019    | 7                                    | 536                                  |
| 8  | Lipiec 2019      | 1                                    | 537                                  |
| 9  | Sierpień 2019    | 3                                    | 540                                  |
| 10 | Wrzesień 2019    | 4                                    | 544                                  |
| 11 | Listopad 2019    | 1                                    | 545                                  |
| 12 | Grudzień 2019    | 2                                    | 547                                  |
| 13 | Styczeń 2020     | 1                                    | 548                                  |
| 14 | Luty 2020        | 1                                    | 549                                  |
| 15 | Lipiec 2020      | 1                                    | 550                                  |
| 16 | Sierpień 2020    | 1                                    | 551                                  |
| 17 | Październik 2020 | 1                                    | 552                                  |
| 18 | Luty 2021        | 1                                    | 553                                  |
| 19 | Marzec 2021      | 5                                    | 558                                  |
| 20 | Maj 2021         | 2                                    | 560                                  |
| 21 | Październik 2021 | 3                                    | 563                                  |
| 22 | Luty 2022        | 1                                    | 564                                  |
| 23 | Marzec 2022      | 54                                   | 618                                  |
| 24 | Kwiecień 2022    | 104                                  | 722                                  |
| 25 | Maj 2022         | 229                                  | 951                                  |
| 26 | Czerwiec 2022    | 104                                  | 1055                                 |
| 27 | Lipiec 2022      | 54                                   | 1109                                 |
| 28 | Sierpień 2022    | 30                                   | 1139                                 |
| 29 | Wrzesień 2022    | 12                                   | 1151                                 |
| 30 | Październik 2022 | 2                                    | 1153                                 |
| 31 | Listopad 2022    | 17                                   | 1170                                 |
| 32 | Grudzień 2022    | 12                                   | 1182                                 |
| 33 | Styczeń 2023     | 16                                   | 1198                                 |
| 34 | Luty 2023        | 26                                   | 1224                                 |
| 35 | Marzec 2023      | 15                                   | 1239                                 |
| 36 | Kwiecień 2023    | 18                                   | 1257                                 |
| 37 | maj 2023         | 78                                   | 1453                                 |
| 38 | Czerwiec 2023    | 52                                   | 1505                                 |
| 39 | Lipiec 2023      | 27                                   | 1532                                 |
| 40 | Sierpień 2023    | 33                                   | 1565                                 |
| 41 | Wrzesień 2023    | 16                                   | 1581                                 |
| 42 | Październik 2023 | 32                                   | 1613                                 |
| 43 | Listopad 2023    | 30                                   | 1643                                 |
| 44 | Grudzień 2023    | 15                                   | 1658                                 |
| 45 | Styczeń 2024     | 16                                   | 1674                                 |
| 46 | Luty 2024        | 32                                   | 1706                                 |
| 47 | marzec 2024      | 22                                   | 1728                                 |
| 48 | Kwiecień 2024    | 20                                   | 1748                                 |
| 49 | maj 2024         | 14                                   | 1761                                 |
| 50 | Czerwiec 2024    | 10                                   | 1771                                 |
| 51 | Lipiec 2024      | 10                                   | 1781                                 |
| 52 | Sierpień 2024    | 12                                   | 1793                                 |
| 53 | Wrzesień 2024    | 13                                   | 1806                                 |
| 54 | Październik 2024 | 11                                   | 1817                                 |
| 55 | Listopad 2024    | 8                                    | 1825                                 |
| 56 | Grudzień 2024    | 4                                    | 1829                                 |
| 57 | Styczeń 2025     | 11                                   | 1840                                 |
| 58 | Luty 2025        | 15                                   | 1855                                 |

## Źródła
- Explore Ukraine's Contemporary Religious Landscape in MAPA's New Story Map Journal // Harvard Ukrainian Research Institute, 8 February 2020
- Religious pluralism in Ukraine // harvard-cga.maps.arcgis.com
- Як Московська церква рятує себе в Україні. Десять прийомів, Главком, 1 lutego 2019 [dostęp 2019-06-25] [zarchiwizowane z adresu 2019-06-25]. Brak numerów stron w książce
- Скільки парафій має УПЦ МП у кожній області України. Інфографіка, Волинські новини, 14 lutego 2019 [dostęp 2019-08-04]. Brak numerów stron w książce
- В уряді розказали, як Москва гальмує перехід громад до ПЦУ, Релігійно-інформаційна служба України, 4 grudnia 2019 [dostęp 2019-12-04]. Brak numerów stron w książce
- Карта переходів громад з Московського патріархату станом на квітень 2023 року / Mapa przejść społeczności z Patriarchatu Moskiewskiego według stanu na kwiecień 2023 r